# Авария A320 под Новосибирском
Утром 12 сентября 2023 года авиалайнер Airbus A320-214 авиакомпании Уральские авиалинии, выполняя регулярный рейс U6-1383 (позывной — Sverdlovsk Air 1383) из Сочи в Омск, в 04:43 при заходе на посадку в аэропорту Омск-Центральный прервал заход на посадку из-за отказа «зелёной» гидросистемы и принял решение направиться в аэропорт Толмачёво в Новосибирской области (600 км), однако из-за нехватки топлива на продолжение полёта принял решение садиться вне аэродрома. В 05:44 самолёт совершил аварийную посадку на пшеничное поле в районе деревни Каменка в 185 километрах от аэропорта Толмачёво. При посадке никто не погиб, однако пять человек обратились за медицинской помощью.

## Самолёт
Airbus A320-214 (регистрационный номер RA-73805, серийный 2166) был выпущен в 2004 году (первый полёт совершил 2 февраля того же года под тестовым бортовым номером F-WWDR). 23 марта того же года был передан авиакомпании Air Arabia. Ровно через 7 лет, 23 марта 2011 года был передан авиакомпании Air Arabia Maroc и перерегистрирован на CN-NME. 8 мая 2013 года был передан авиакомпании Уральские авиалинии и получил бортовой номер VP-BMW. 25 марта 2022 года получил бортовой номер RA-73805. Был оснащён двумя турбовентиляторными двигателями CFM International CFM56-5B4/P.

## Экипаж
Состав экипажа рейса U61383:
- Командир воздушного судна (КВС) — 32-летний Сергей Белов
- Второй пилот — 56-летний Эдуард Семёнов

В пассажирском салоне находились 4 бортпроводника:
- Дарья Глушкова (34 года) — старший бортпроводник
- Айша Гумметова (22 года)
- Дмитрий Костылёв (31 год)
- Дмитрий Рябов (27 лет)[8]

## Хронология событий
В 01:14 MSK рейс 1383 вылетел из Сочи и взял курс на Омск. Полёт до пункта назначения прошёл штатно. Во время финального этапа захода на посадку на ВПП 07, на высоте в 600 метров экипаж прервал заход на посадку из-за технической неисправности в гидравлической системе авиалайнера. Была объявлена аварийная ситуация, и экипаж направился в аэропорт Толмачёво в Новосибирской области.

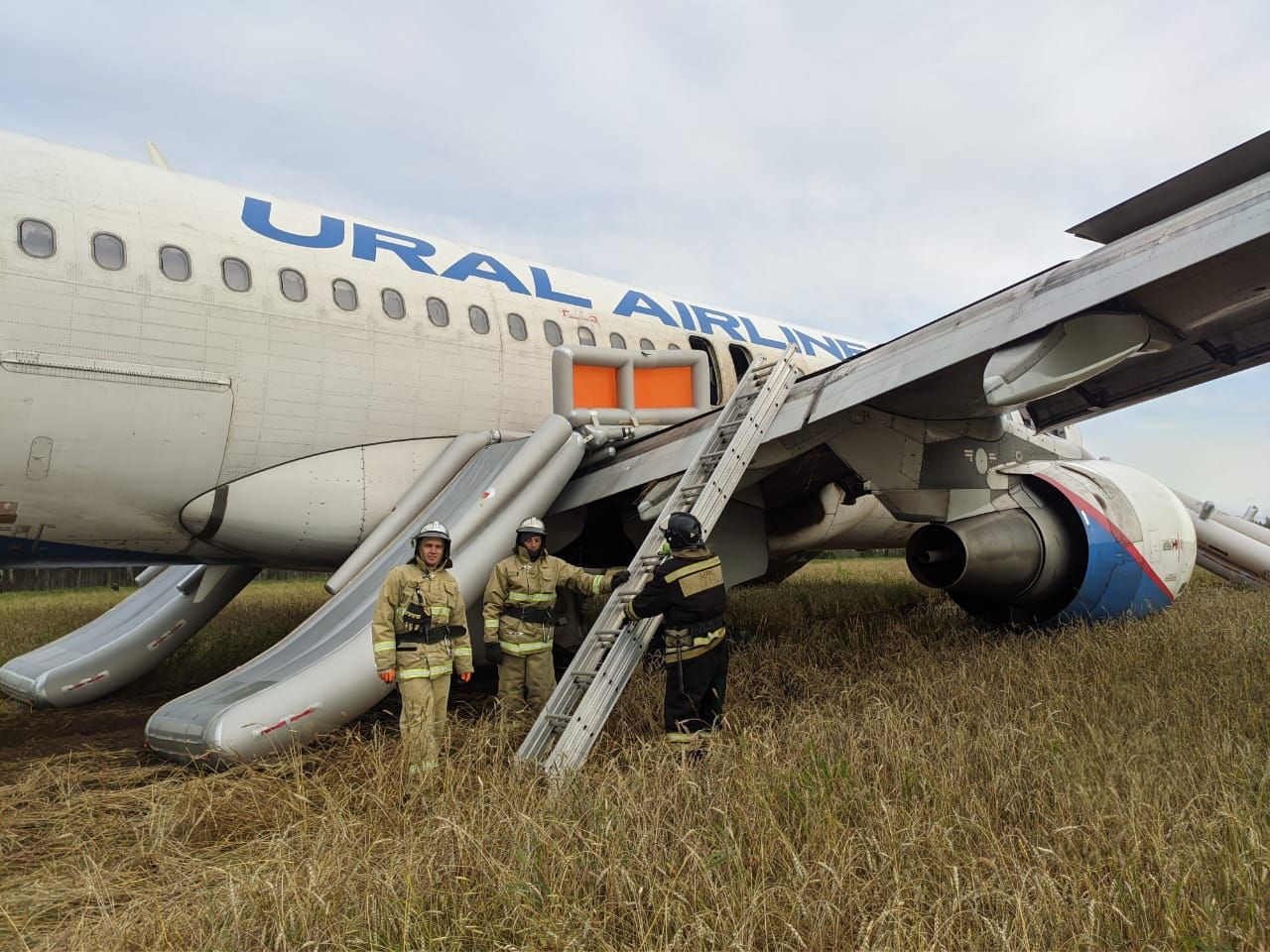
Самолёт на поле после вынужденной посадки

В аэропорту Толмачёво ВПП на 1 км длиннее омской, что почти до нуля снижало риск аварии. По расчётам экипажа, запаса топлива должно было хватить на дополнительный отрезок пути, но ввиду сильного встречного ветра расход горючего оказался выше, и за 200 км до Новосибирска экипаж понял, что долететь не удастся. Поэтому был найден участок пшеничного поля недалеко от деревни Каменка Убинского района Новосибирской области, где и произошла вынужденная посадка.
В 09:44 KRAT лайнер совершил аварийную посадку на пшеничном поле в Убинском районе Новосибирской области, при этом никто не погиб. Пять человек обратились за медицинской помощью из-за ушибов и повышения артериального давления. Позднее пассажиры были доставлены в Омск и Новосибирск поездами.

## Расследование
Росавиация сформировала комиссию для расследования причин аварии. Следственный комитет России возбудил уголовное дело о нарушении правил безопасности движения и эксплуатации воздушного транспорта. Экипаж пострадавшего самолёта был отстранён от полётов до конца расследования. Расследование аварии комиссией Росавиации было завершено 4 апреля 2024 года.

## Реакция
Президент Российской Федерации В. Путин поаплодировал лётчикам вместе с залом перед началом пленарной сессии Восточного экономического форума.
Из-за схожести данного авиапроисшествия с аварийной посадкой самолёта A321 той же авиакомпании в 2019 году, российская пресса окрестила его «Чудом на пшеничном поле», по аналогии с «Чудом на кукурузном поле».
Пилот Дамир Юсупов, ранее посадивший неисправный самолёт на кукурузное поле под Жуковским, заявил, что гордится экипажем самолета, аварийно севшего в поле под Новосибирском.

## Последствия
По результатам осмотра самолёта сотрудниками МЧС было определено, что борт не имеет значительных повреждений. Позднее к тому же выводу пришли и специалисты авиакомпании, уточнив, что самолёт находится в состоянии, пригодном для возобновления полётов после ремонта.
По заявлению пресс-службы авиакомпании, самолёт может быть доставлен в Новосибирск для ремонта своим ходом с наступлением холодов, ради чего вокруг самолёта была установлена круглосуточная охрана, а сам самолёт законсервирован. Однако «Известия» со ссылкой на свои источники сообщило, что самолёт будет разобран на запчасти и утилизирован на месте посадки.
Росавиация в числе причин аварии называет естественный износ гибкого шланга приводного цилиндра правой створки ниши основной стойки шасси в месте его заделки (непосредственно отказ «зелёной» гидросистемы; необоснованное решение пилотов уходить на Новосибирск из-за ошибки в расчетах необходимого количества топлива, не обратил внимание на повышенный расход топлива, ошибочно определил фактическое положение шасси и створок после отказа «зеленой» гидросистемы, однако отметила, что решение пилотов посадить самолёт на поле было «единственно верным и грамотным». Также Росавиация дала рекомендации авиакомпаниям провести повторное изучение требований по порядку расчета топлива в полете и особенностей расчета его остатка при различных отказах систем ВС и силовой установки.
По информации пресс-службы авиакомпании, командир экипажа Сергей Белов был уволен «по собственному желанию». По информации СМИ, второй пилот Эдуард Семёнов находится в отпуске без содержания и фактически лишён возможности нормального трудоустройства. Авиакомпания не комментирует данное сообщение. 
6 сентября 2024 года начались работы по разборке самолёта. По информации пресс-службы авиакомпании, самолёт будет полностью разобран в срок до декабря того же года, а часть его узлов и агрегатов, признанных исправными, будут использованы в качестве запчастей для ремонта других бортов.